# Giáo hoàng Sisinniô
Sisinniô (Latinh: Sisinnius) là vị Giáo hoàng thứ 87 của Giáo hội công giáo. Ông là người kế nhiệm Giáo hoàng John VII. Theo niên giám tòa thánh năm 1806 thì Ông đắc cử Giáo hoàng vào năm 708 và ở ngôi Giáo hoàng trong một thời gian rất ngắn chỉ có 20 ngày. Niên giám tòa thánh năm 2003 xác định rằng triều đại của ông bắt đầu vào ngày 15 tháng 1 năm 708 và kết thúc vào ngày 4 tháng 2 năm 708.
Giáo hoàng Sisinnius sinh tại Syria. Triều đại Giáo hoàng của ông rất ngắn ngủi và chỉ kéo dài có 20 ngày do ông qua đời vì lâm trọng bệnh. Người ta cho rằng ông bị bệnh gút và không thể tự mình ăn uống, nhưng ông được phú cho một cá tính mạnh mẽ và muốn điều tốt cho Giáo hội.
Sisinnius chỉ mới bắt đầu gây quỹ để khôi phục lại các bức tường của thành Roma đã bị quân Lombard và Saracens đe doạ thường xuyên. Ông đã ra lệnh sản xuất vôi để dùng sửa chữa các tường thành Rôma và trước khi chết ông đã tấn phong một giám mục đảo Corse. Giáo hoàng Sisinniô được mai táng trong Vương cung thánh đường thánh Phêrô ở Rôma.